# ブレトン (護衛空母)
|          |                              |
| 艦歴     |                              |
| 発注     |                              |
| 起工     | 1942年2月25日                |
| 進水     | 1942年6月27日                |
| 就役     | 1943年4月12日                |
| 退役     | 1946年8月20日                |
| 除籍     |                              |
| その後   | 1972年にスクラップとして売却 |
| 性能諸元 |                              |
| 排水量   | 7,800トン                    |
| 全長     | 495.66 ft (151.1 m)          |
| 全幅     | 111.5 ft (34 m)              |
| 吃水     | 26 ft (7.9 m)                |
| 機関     |                              |
| 最大速   | 17.6 ノット                  |
| 航続距離 |                              |
| 乗員     | 士官、兵員1,205名            |
| 兵装     | 5インチ砲2門                 |
| 搭載機   | 24                           |

ブレトン (USS Breton, AVG/ACV/CVE-23) は、アメリカ海軍の護衛空母。ボーグ級航空母艦の1隻。

## 艦歴
ブレトンは海事委任契約の下ワシントン州タコマのシアトル・タコマ造船所で1942年2月25日に起工した。1942年6月27日にA・H・ルックス（スンダ海峡海戦で戦死したアルバート・H・ルックス海軍大佐の未亡人）によって進水し、1943年4月12日に艦長E・C・イーウェン海軍大佐の指揮下で就役した。
ブレトンは第二次世界大戦を通じて、太平洋艦隊の空母輸送部隊で活動した。太平洋の前線部隊に兵員、物資、航空機を幾度となく運搬した。これらの輸送任務の間に、1944年6月11日から8月10日までサイパンの戦い、6月19日、20日にはマリアナ沖海戦、6月24日には小笠原諸島攻撃に参加し、1945年4月6日、7日には沖縄戦に参加した。

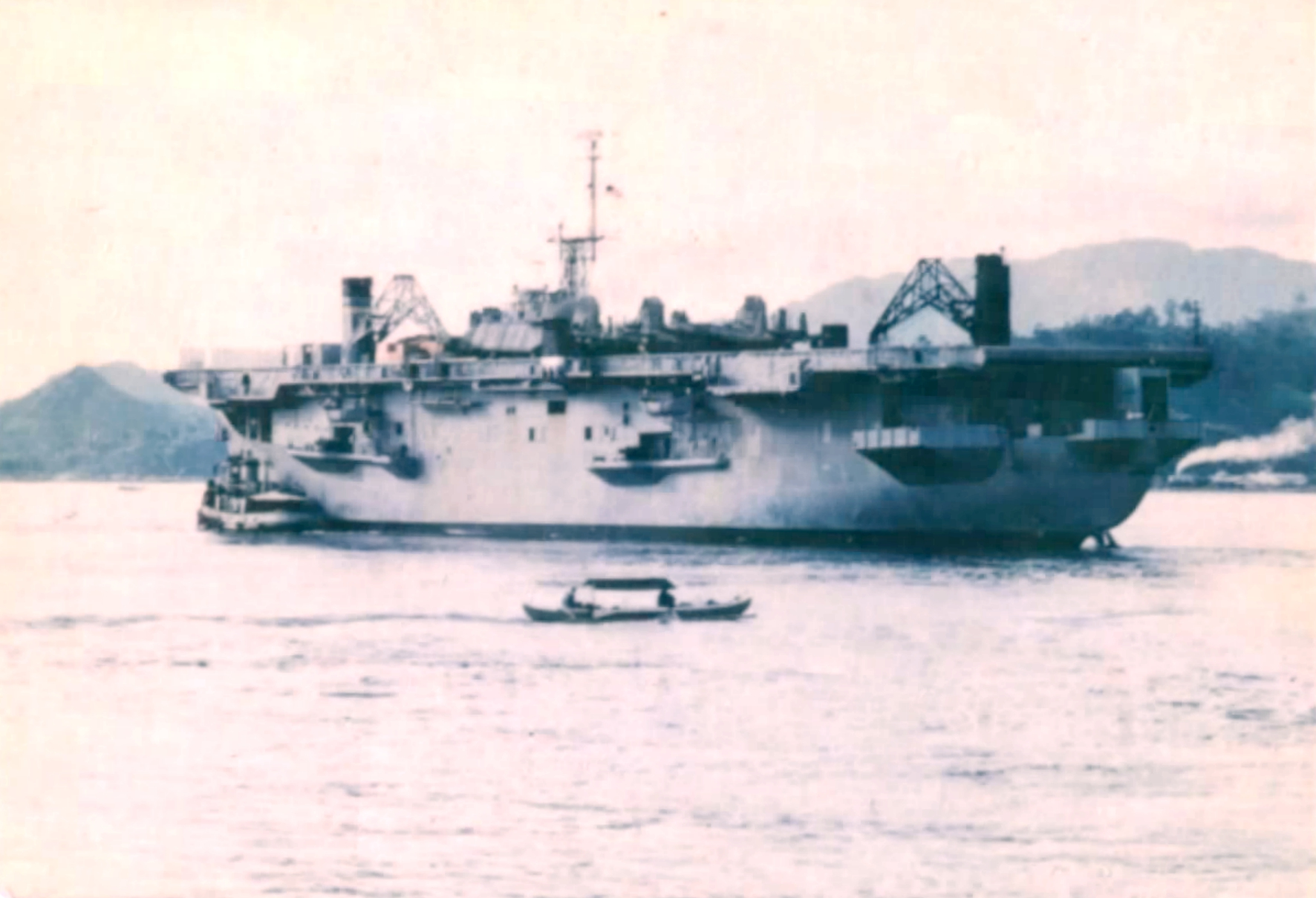
貨物航空機運搬艦となった「ブレトン」。1966年撮影。

ブレトンは1946年1月に西海岸に帰還すると、ワシントン州タコマで不活性化の準備に入る。1946年8月30日に予備役となり、1955年6月12日に CVHE-23（護衛ヘリ空母）、1958年7月1日に CVU-23（雑役空母）に艦種変更される。1959年5月7日には T-AKV-42（貨物航空機運搬艦）に変更される。ブレトンは1972年8月6日に除籍され、スクラップとして売却された。
ブレトンは第二次世界大戦の戦功で4つの従軍星章を受章した。